# یونگ‌سارپ
یونگ‌سارپ (به سوئدی: Ljungsarp) یک منطقهٔ مسکونی در سوئد است که در بخش ترانمو واقع شده‌است. یونگ‌سارپ ۰٫۴۰ کیلومتر مربع مساحت و ۲۰۳ نفر جمعیت دارد.